# Matt Graham (pokerspeler)
Matthew 'Matt' Graham (New Orleans, ..-..-....) is een Amerikaans professioneel pokerspeler. Hij won onder meer het 1.500 Limit Hold'em - Shootout-toernooi van de World Series of Poker 2008 (goed voor een hoofdprijs van $278.180,-) en het $10.000 World Championship Pot Limit Omaha van de World Series of Poker 2009 (goed voor $679.402,-).
Graham won tot en met juli 2011 meer dan $1.750.000,- in pokertoernooien, cashgames niet meegerekend. Online speelt hij doorgaans als mattg1983. Voor hij live naam maakte, verdiende hij meer dan een miljoen dollar met poker op het internet.

## Wapenfeiten
Graham begon in 2005 met het verzamelen van geldprijzen in het professionele pokercircuit. Een jaar later waren de World Series of Poker (WSOP) van 2006 de eerste waarin hij zich in het prijzengeld speelde. Zijn 319e plaats in het Main Event  was goed voor $34.636,-. Twee jaar later haalde Graham zijn eerste WSOP-finaletafel, die direct ook eindigde in zijn eerste WSOP-titel. Zijn tweede WSOP-finaletafel volgde een jaar later en was ook meteen goed voor zijn tweede WSOP-titel.
Het $7.800 WPT Championship Event - No Limit Hold'em van het PokerStars Caribbean Poker Adventure was in januari 2007 het eerste hoofdtoernooi van de World Poker Tour (WPT) waarop Graham zich in het prijzengeld speelde. Zijn 158e plaats was goed voor $9.889,-. In de daaropvolgende anderhalf jaar werd Graham 21e, 22e, 21e en 28e in nog vier WPT-toernooien, samen goed voor nog ruim $79.000,- aan prijzengeld.
Graham won ook verschillende toernooien die niet tot de titelevenementen van de WSOP- of WPT behoren, zoals het $2.000 No Limit Hold'em-toernooi van de World Poker Challenge 2008 in Reno (goed voor $47.060,-) en het $5.000 No Limit Hold'em-toernooi van de World Poker Classic 2008 in Las Vegas (goed voor $320.000,-).

## WSOP-titels
| Jaar                       | Toernooi                                   | Prijs      |
| -------------------------- | ------------------------------------------ | ---------- |
| World Series of Poker 2008 | $1.500 Limit Hold'em - Shootout            | $278.180,- |
| World Series of Poker 2009 | $10.000 World Championship Pot Limit Omaha | $679.402,- |